# Поляниново (Ивановская область)
 Поляниново — деревня в Ивановском районе Ивановской области. Входит в состав Тимошихского сельского поселения.

## География
Находится в центральной части Ивановской области на расстоянии приблизительно 24 км на восток по прямой от вокзала станции Иваново.

## История
Деревня уже была на карте 1808 года. В 1859 году здесь (тогда деревня Шуйского уезда Владимирской губернии) было учтено 13 дворов.

## Население
Постоянное население составляло 78 человек (1859 год), 16 в 2002 году (русские 100 %), 3 в 2010.